# Isodictya lenta
Isodictya lenta är en svampdjursart som först beskrevs av Vosmaer 1880.  Isodictya lenta ingår i släktet Isodictya och familjen Isodictyidae.
Artens utbredningsområde är havet utanför Frankrike. Inga underarter finns listade i Catalogue of Life.